# Fundación Ideas (Venezuela)
La Fundación Ideas es una organización Venezolana sin fines de lucro fundada en el año 2004. Las empresas Mercantil, CANTV, Consultora McKinsey & Company, Siemens e Innovex fueron las promotoras de esta propuesta la cual tiene como objetivos principales el desarrollo de iniciativas para el desarrollo de la innovación y así lograr nuevos negocios y propuestas de interés sociales autosustentables a media y largo plazo.

## Concurso Ideas
Es la principal actividad de la fundación y consiste en una competición anual de propuestas comerciales. La fundación busca a través del concurso el ofrecer incentivos al emprendimiento del país por ello a lo largo de la competición se ofrecen capacitación a los participantes y la premiación son monetarios para el comienzo de la idea de negocio.

### Ganadores
El concurso se ha realizado de manera ininterrumpida desde el año 2003 y su principal objetivo es el desarrollo del talento y capacidades emprendedoras de los venezolanos.
| 1. Protolosa 2. Refugio privado de jaguares silvestres 3. Producción de bananas deshidratadas 1. Acuario de Mar 2. ¡Por los Caminos que Andan! 3. Aprovechamiento Industrial de Desechos Forestales 1. Potabilizador de Agua 2. Tratamiento contra el Cáncer 3. Entrecarros Certificados 1. Celulab 2. Compufácil 3. Exportación del Caracol | 1. Sideral 2. Prótesis 3. Investigaciones de Mercado en Tiempo Real 1. Yaretanol 2. MercadoCasual.com 3. Sacarificación del papel 4. (Mención Especial) Centro de Diseño y realización de vestidos teatrales 5. (Mención Especial) Producción de Ácido Cítrico 6. (Mención Especial) Economía Circular para Producción de Antenas de RF 1. Proyecto Bioconcret 2. BIOS.ve 3. 3G Soluciones |

## Promotores

### Universidades
Las Universidades en Venezuela son un elemento cláve en el desarrollo de redes de asesoramiento y apoyo que ayuden a los grupos de emprendedores lograr concretas sus propuestas. Entre la red de apoyo se cuentan:
| - Instituto de Estudios Superiores de Administración (IESA) - Instituto Universidad de Tecnología Antonio José de Sucre - IUTAJS - Instituto Universidad de Tecnología Dr. Delfín Mendoza - IUTDM - Instituto Universidad Gran Colombia - IUGC - Instituto Universidad Politécnico Santiago Mariño - IUPSM - Instituto Universidad San Francisco - IUSF - Instituto Universidad Tecnológico del Estado Bolívar - IUTEB - Universidad Dr. José Gregorio Hernández - UJGH - Universidad Alejandro de Humboldt - UAH - Universidad Alonso de Ojeda - UAO - Universidad Arturo Michelena - UAM - Universidad Bicentenaria de Aragua - UBA - Universidad Católica Andrés Bello - UCAB - Universidad Católica Cecilio Acosta - UNICA - Universidad Católica del Táchira - UCAT - Universidad Central de Venezuela - UCV - Universidad Centro Occ. Lisandro Alvarado - UCLA - Universidad de Carabobo - UC - Universidad de Los Andes - ULA - Universidad de Margarita - UNIMAR - Universidad de Oriente - UDO | - Universidad del Zulia - LUZ - Universidad José Antonio Páez - UJAP - Universidad Latinoamericana y del Caribe - ULAC - Universidad Metropolitana - UNIMET - Universidad Monteávila - UMA - Universidad Nacional Experimental de Guayana - UNEG - Universidad Nacional Experimental del Táchira - UNET - Universidad Nacional Experimental Fco. de Miranda - UNEFM - Universidad Nacional Experimental Llanos Occid. Ezequiel Zamora - UNELLEZ - Universidad Nacional Experimental Marítima del Caribe - UMC - Universidad Nacional Experimental Politéc. Antonio José de Sucre - UNEXPO - Universidad Nacional Experimental Simón Rodríguez - UNESR - Universidad Nacional Abierta - UNA - Universidad Pedagógica Exp. Libertador - UPEL - Universidad Politécnica Territorial de Lara Andrés Eloy Blanco - (Antiguo IUETAEB) - Universidad Rafael Belloso Chacín - URBE - Universidad Rafael Urdaneta - URU - Universidad Simón Bolívar - USB - Universidad Tecnológica del Centro - UNITEC - Universidad Valle del Momboy - UVM - Universidad de Falcón - UDEFA - Universidad Iberoamericana del Deporte - UID - Universidad Yacambú - UNY |

Igualmente la fundación busca promover dentro de ellas los conceptos de formación y emprendimiento.

### Empresas
En total 41 empresas patrocinan la fundación y el desarrollo del concurso, lo cual ha permitido la entrega de 500.000 bsS en premios.
Entre las empresas promovaras se cuentan: Escritorio Jurídico Palacios, Ortega & Asociados, Corporación Andina de Fomento (CAF), Chevron Global Technology Services Company, Ford Motor de Venezuela, Fundación Seguros Caracas, Cargill, Empresas Polar, Shell Venezuela Productos, Movistar, Venoco, Fundación Unión Radio, Tarsus Representaciones, Maggi, Ericsson, Huawei Technologies de Venezuela, El Nacional, El Universal, El Carabobeño, Cadena Capriles, Bigott, Banco Federal, Pfizer, Acumuladores Duncan, Tal Cual, Siderúrgica Venezolana, MRW, DANA Connect, Nuevo Día, Televen, Revista RSE, Publicis Dialog, Protokol, Digitel, Atento Venezuela, Pronto Publicidad, DBAccess, Alfonzo Rivas, Inelectra Venezuela, Envases Venezolanos, Corpalmar, Total Oil & Gas Venezuela y Repsol YPF Venezuela.